# Martin Benrath
Martin Benrath (9 de noviembre de 1926 – 31 de enero de 2000) fue un actor cinematográfico de nacionalidad alemana. 
Su verdadero nombre era Helmut Kurt August Hermann Krüger, y nació en Berlín, Alemania. Tras actuar en 65 filmes entre 1954 y 2000, falleció ese mismo año en Herrsching am Ammersee, Baviera (Alemania), a causa de un cáncer.

## Selección de su filmografía
- Kriegsgericht (1959)
- Morituri (1965)
- De la vida de las marionetas (1980)
- Kaltgestellt (1980)
- Derrick - Temporada 10, episodio 7: "Lohmanns innerer Frieden" (1983)
- Schtonk! (1992)
- Stalingrado (1993)
- Beresina oder Die letzten Tage der Schweiz (1999)